# Mesosemia sibyllina
Mesosemia sibyllina is een vlindersoort uit de familie van de prachtvlinders (Riodinidae), onderfamilie Riodininae.
Mesosemia sibyllina werd in 1887 beschreven door Staudingerl.